# 熱帶產業調查會
熱帶產業調查會是台灣日治時期臺灣總督府設立的政策研擬組織，調查會設立會長、副會長以及50名委員。1935年11月10日至14日，台灣總督中川健藏召開熱帶產業調查會會議，親自擔任會長。會後熱帶產業調查會提出臺灣參與南進政策與工業化的具體方針，建議台灣總督府協助臺灣的資本家擴大對華南、南洋等地的貿易以及設立臺灣拓殖株式會社。